# 大倉梓
大倉 梓（おおくら あずさ、1991年（平成3年）5月10日 ‐ ）は日本の女性タレント、ファッションモデル、女優。現在フリーで活動。大阪府出身。

## 出演歴

### TV
- 2012年7月: 「呪報2405 ワタシが死ぬ理由 第2話」須藤有香 役 - 関西テレビ（ドラマNEXT）
- 2008年6月: 「捜し屋★諸星光介が走る! -4-」諸星直子 役 - TBS（月曜ゴールデン）[1][2]
- 2007年7月: 「捜し屋★諸星光介が走る! -3-」諸星直子 役 - TBS（月曜ゴールデン）[1]
- 2005年2月: 「捜し屋★諸星光介が走る! -2-」諸星直子 役 - TBS 月曜ミステリー劇場[1]
- 2004年1月: 「アイドル独断と偏見情報局」#4 ゲスト - スカパー! CSエンタ!371[3]

### 舞台
- 2008年8月: ミュージカル「バリとピーターパン」 タイガー・リリー 役[1]

### DVD
- 2005年6月28日: 『廃校』 - アユミ 役[1][4]

### ラジオ番組
- 『iTunes meet 愛・チューンズ』Kiss-FM KOBE、2008年8月開始、木曜20:00 - 20:54。レギュラー（サウンドクルー）[5]

## 出版物

### CD
- 『夢見るオモチャ箱〜恋する Dancing Doll』 - Doll's Vox、2005年8月10日。UPCH-5327[6]

### 写真集
- 『美少女ソナタ写真集 もも組2番 大倉梓 13歳』 - 戚世撮影、バウハウス、2004年8月。ISBN 978-4894619838
- 『あずさアジュール』 - 山本純撮影、心交社、2003年6月。ISBN 978-4883028825

### DVD
- 『大倉梓美少女チャンネル』 - テクニカル・スタッフ、2005年2月。ISBN 978-4916048776
- 『美少女ソナタ さくら組 大倉梓 13歳』 - メディア・クライス、2004年8月。ISBN 978-4894618794